# NGC 7684
NGC 7684 is een spiraalvormig sterrenstelsel in het sterrenbeeld Vissen. Het hemelobject werd op 5 oktober 1863 ontdekt door de Duitse astronoom Albert Marth.

## Synoniemen
- UGC 12637
- MCG 0-59-50
- ZWG 380.65
- PGC 71625